# Shang Xiao Jia
Xiao Jia (小甲), nome personale Zi Gao (子高) (fl. XVII secolo a.C.) è stato il sesto o settimo sovrano della Dinastia Shang.
Regnò dal 1666 a.C. (Anno di Dingsi (|丁巳)) al 1649 a.C., avendo stabilito come capitale la città di Bo (亳) nell'attuale Shandong.
Nello Shiji (Memorie di uno storico) viene indicato da Sima Qian come il settimo sovrano Shang, succeduto al fratello Tai Geng (太庚). Dopo aver regnato per 17 anni gli sarebbe succeduto un altro fratello Yong Ji (雍己).
Alcune incisioni oracolari su osso rinvenuti a Yin Xu, invece, lo indicano come il sesto sovrano Shang, succeduto al fratello Tai Geng (太庚), e che avrebbe avuto come successore, il nipote Da Wu (大戊).